# Chiến dịch Tiểu Doanh Lĩnh
Chiến dịch Tiểu Doanh Lĩnh là trận chiến giữa Trịnh Thành Công, nhà Nam Minh với nhà Thanh.

## Diễn biến
Thuận Trị năm thứ 7 (năm 1651) Trịnh Thành Công giành chiến thắng tại Từ Táo và Tiền Sơn đánh bại quân Thanh tại Mân Nam (Phúc Kiến), triều đình nhà Thanh bị chấn động. Tháng 11, Thanh tướng quân Phúc Kiến là Dương Danh Cao đem theo kỵ binh và bộ binh nam bình tăng viện cho tướng thủ thành Dương Châu là Vương Bang Tuấn. Do quân Thanh đến Chương Châu nhất định sẽ đi ngang Tuyền Châu, Trịnh Thành Công chuẩn bị hải giáp quân đánh địch quân tại Tiểu Doanh Lĩnh. Dương Danh Cao phân quân làm 3 lộ hướng Tiểu Doanh Lĩnh tấn công đồng thời phải Phùng Tiềm Sơn đánh tập hậu phía sau quân Trịnh những tưởng bao vây tiêu diệt quân Trịnh trong trận. Quân Thanh và quân Trịnh giáp chiến tại Tiểu Doanh Lĩnh. Trịnh Thành Công tự thân soái lĩnh quân đội anh dũng giết địch nhưng quân Thanh cũng hoan cường chiến đấu. Đại tướng quân Cam Huy của quân Trịnh đem quân đến tăng viện bao vây quân Thanh và đánh giết. Quân Trịnh đồng loạt truy kích, quân Thanh đại bại, Dương Danh Cao dẫn tàn quân chạy thoát. Quân Trịnh giành chiến thắng tại Tiểu Doanh Lĩnh.

## Ảnh hưởng
Trịnh Thành Công tại Mân Nam liên tiếp giành được 3 chiến thắng trong chiến dịch Từ Táo, chiến dịch Tiền Sơn, chiến dịch Tiểu Doanh Lĩnh đã cổ vũ phong trào phản Thanh phục Minh và sĩ khí ba quân đồng thời cũng cố thế lực của quân Trịnh tại miền duyên hải Đông Nam. Tháng 12, các tướng Trịnh làHoàng Đình chiếm Chiếu An, Hoàng Hưng chiếm Bình Hòa. Căn cứ địa của quân Trịnh được mở rộng.